# Cueta secreta
Cueta secreta är en insektsart som först beskrevs av Navás 1914.  Cueta secreta ingår i släktet Cueta och familjen myrlejonsländor. Inga underarter finns listade i Catalogue of Life.